# Okres Ząbkowice Śląskie
Okres Ząbkowice Śląskie (polsky Powiat ząbkowicki) je okres v polském Dolnoslezském vojvodství. Rozlohu má 801,75 km² a v roce 2020 zde žilo 64 080 obyvatel. Sídlem správy okresu je město Ząbkowice Śląskie.

## Gminy
Městsko-vesnické:
- Bardo
- Kamieniec Ząbkowicki
- Ząbkowice Śląskie
- Ziębice
- Złoty Stok

Vesnické:
- Ciepłowody
- Stoszowice

## Města
- Bardo
- Kamieniec Ząbkowicki
- Ząbkowice Śląskie
- Ziębice
- Złoty Stok

## Sousední okresy
| Růžice kompasu | Dzierżoniów | Dzierżoniów             | Strzelin | Růžice kompasu |
| Růžice kompasu | Kladsko     | Sever                   | Nysa     | Růžice kompasu |
| Růžice kompasu | Kladsko     | Okres Ząbkowice Śląskie | Nysa     | Růžice kompasu |
| Růžice kompasu | Kladsko     | Jih                     | Nysa     | Růžice kompasu |
| Růžice kompasu | Kladsko     | Jeseník                 | Nysa     | Růžice kompasu |